# Teotônio Vilela
Senador Teotônio Vilela là một đô thị ở bang Alagoas, Brasil. Dân số năm 2004 ước tính là 40.584 người.